# Bristol Blenheim
Il Bristol Blenheim era un aereo monoplano e bimotore realizzato nella seconda metà degli anni trenta dall'azienda britannica Bristol Aeroplane Company. In patria fu prodotto in migliaia di esemplari dall'azienda progettista, dalla Avro e dalla Rootes Aircraft Factory; in seguito alla concessione della relativa licenza, fu prodotto anche in Canada, Finlandia e Jugoslavia.
Venne impiegato principalmente dalla Royal Air Force presso la quale rimase in servizio negli anni che vanno tra il 1937 ed il 1945 partecipando, nel corso della seconda guerra mondiale, a gran parte delle campagne belliche che in quegli anni videro impegnate le forze armate britanniche. Trovò impiego anche nelle forze aeree di numerose altre nazioni, in particolare appartenenti al Commonwealth ma, nelle file delle forze finlandesi e romene, venne schierato anche dalle potenze dell'Asse.
Il Blenheim venne inizialmente impiegato nel ruolo di bombardiere leggero ma, in seguito alla realizzazione di apposite versioni, fu utilizzato anche come caccia di scorta; fu tra i primi aerei britannici equipaggiato con apparato radar di intercettazione, in particolare il Radar AI Mark IV, venendo così schierato nei reparti destinati alla caccia notturna.

## Storia del progetto

### Sviluppo
Le origini del Blenheim si devono all'incontro tra le idee di Lord Harold Harmsworth I visconte Rothermere, proprietario del Daily Mail, e quelle del progettista della Bristol Frank Barnwell. Il primo dei due, all'inizio degli anni trenta, aveva invitato le aziende aeronautiche britanniche a realizzare "il più veloce aereo commerciale d'Europa, se non del mondo intero", per servirsene nel proprio lavoro, per incoraggiare l'uso del mezzo aereo presso gli uomini d'affari e, non ultimo, per dimostrare al Ministero dell'aria britannico che gli aerei da caccia dell'epoca non sarebbero stati in grado di opporsi ad un veloce aereo da trasporto utilizzato nel ruolo di bombardiere.
Barnwell, dal canto suo, nell'estate del 1933 aveva curato il progetto Type 135: si trattava di un aereo da trasporto monoplano destinato ad ospitare sei passeggeri, per il quale era previsto l'impiego di una coppia di motori Bristol Aquila. Barnwell arrivò a stimare che, impiegando motori Bristol Mercury l'aereo avrebbe potuto raggiungere la velocità di 240 mph (386 km/h); nel giugno del 1934 Lord Rothermere si assunse la responsabilità di coprire tutti i costi di realizzazione del velivolo, a patto che questo venisse portato in volo entro i successivi dodici mesi.
La Bristol rivide quindi il progetto del Type 135 sostituendo i motori, come indicato, e riducendo la sezione della fusoliera al fine di ottenere un miglior rendimento aerodinamico; venne nel frattempo aumentata l'autonomia dell'aereo poiché quella prevista inizialmente non rispondeva alle aspettative del committente. Prese così forma il Type 142 al quale venne comunque affiancato il Type 143 che manteneva gli originari motori Aquila; i due velivoli avevano il 70% delle parti in comune e mentre il primo era "esclusiva" di Lord Rothermere il secondo non tardò ad attirare l'attenzione di potenziali compratori, anche grazie all'esposizione del mockup al Salone di Parigi nel novembre del 1934.
In particolare rispetto al Type 143 emerse la richiesta del governo finlandese per un velivolo particolarmente versatile che, con poche specifiche modifiche, potesse essere impiegato sia in ambito civile che militare; la Bristol rispose approntando una variante specifica (denominata Type 143F) che prevedeva l'utilizzo di motori Mercury e che, grazie a sezioni di fusoliera intercambiabili, potesse fungere da trasporto (passeggeri, merci e postale), da aeroambulanza e da cacciabombardiere.
Nel frattempo il prototipo del Type 142 era stato approntato: immatricolato con il codice "G-ADCZ" e battezzato da Lord Rothermere "Britannia First", il nuovo bimotore venne portato in volo a Filton il 12 aprile 1935, suscitando estremo scalpore poiché risultò capace di volare a 307 mph (494 km/h), cioè 50 miglia orarie (80 km/h) più veloce rispetto al nuovo caccia del RAF, il Gloster Gladiator, che sarebbe stato consegnato ai reparti solamente due anni più tardi! 

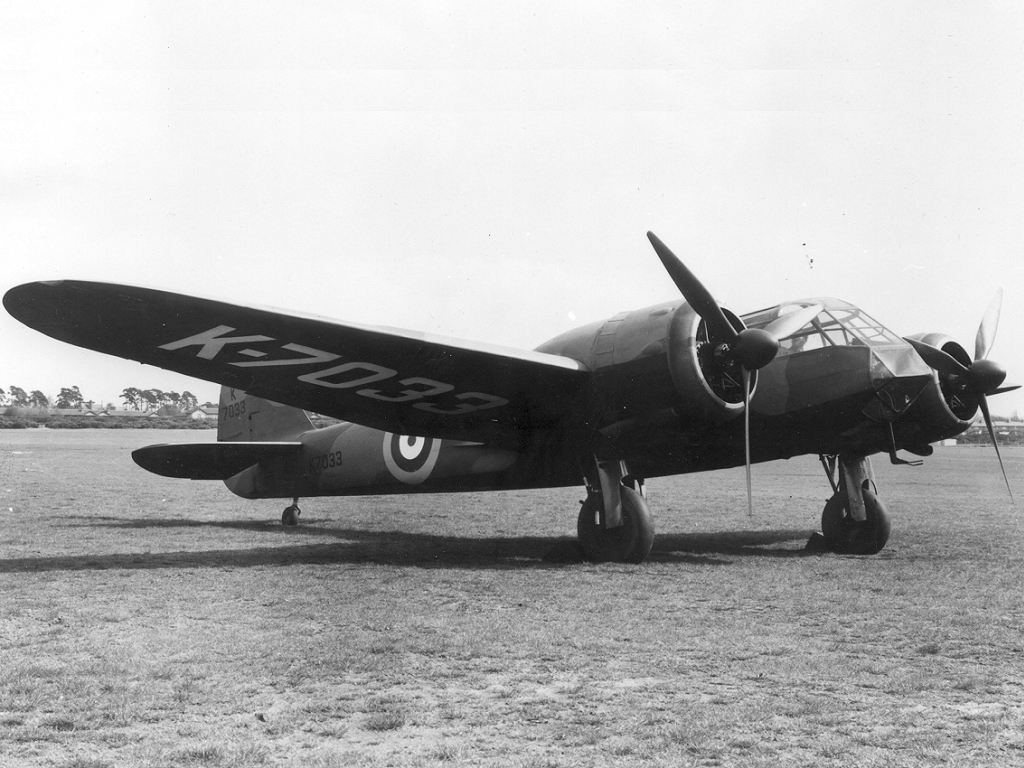
Il prototipo del Bristol Type 142M Blenheim.

Sia le prestazioni messe in mostra dal nuovo bimotore che le impressioni riportate dai collaudatori condussero l'Air Ministry a chiedere di poter trattenere il prototipo per valutarlo come potenziale bombardiere: fu così che, con estrema soddisfazione per aver trovato conferma della propria tesi iniziale, Lord Rothermere decise di regalare il "Britannia First" al ministero.
Nel maggio del 1935 Frank Barnwell presentò un primo progetto per una versione da bombardamento equipaggiata, ancora una volta, con i motori Aquila cui fece seguito, il mese successivo, la proposta per la versione dotata di motori Mercury; in questa seconda configurazione la versione definitiva del progetto Type 142M vide infine la luce nel mese di luglio: venne prevista la possibilità di trasportare 1 000 libbre (circa 454 kg) di bombe, alla velocità massima di 278 mph (447 km/h) e sulla base di questa proposta l'Air Ministry emise la "Specifica n° 28/35" cui fece seguito, nel mese di agosto, la stipula del contratto per 150 esemplari di quello che, nel maggio dell'anno successivo, sarebbe stato battezzato "Blenheim".
Per contro il Type 143, il cui prototipo volò per la prima volta il 20 gennaio del 1936, non trovò favorevoli condizioni di sviluppo: gli impegni già assunti per la produzione del Blenheim e la lunga gestazione del progetto dei motori Aquila portarono prima l'accantonamento e poi il definitivo abbandono di ogni successiva evoluzione.
Nel frattempo il progetto del Type 142M conosceva un rapido successo e, senza che ancora il prototipo avesse staccato le ruote da terra, aveva già raccolto (oltre a quello delle autorità britanniche) ordini in giro per l'Europa: nel mese di settembre del 1935 dieci esemplari furono ordinati dalla Finlandia e otto, più la licenza di costruzione, dalla Lituania cui fecero seguito nuovi contatti con i finlandesi per diciotto aerei (nel marzo del 1936), con la Turchia per dodici velivoli (aprile 1936) e con la Jugoslavia (maggio 1936). Questi contatti commerciali non vennero osteggiati dall'Air Ministy a patto che i contraenti fossero nazioni considerate "amiche", che gli ordini prevedessero un limitato numero di velivoli e che fosse comunque data precedenza all'evasione degli ordinativi sottoscritti dalla RAF.
Infine, il 25 giugno del 1936, il prototipo del Blenheim venne portato in volo e, dopo aver felicemente completato il ciclo di prove valutative senza che vi fosse la necessità di apportare modifiche considerevoli, ne fu autorizzata la produzione in serie che ebbe inizio a partire dal mese di dicembre.
La prima (ed unica) versione prodotta in serie del Type 142M venne destinata al ruolo di bombardiere e designata come Blenheim Mk.I; fu costruita complessivamente in 1 457 esemplari la cui produzione venne completata, oltre che dalla Bristol, nelle officine della Avro (a Chadderton) ed in quelle della Rootes Aircraft Factory (a Speke, nei pressi di Liverpool). Un piccolo quantitativo di Mk.I venne esportato all'estero: due velivoli furono ceduti alla Grecia, ventidue alla Finlandia, ventiquattro alla Jugoslavia, trenta alla Turchia e trentacinque al Regno di Romania; inoltre la licenza di costruzione venne ceduta sia alla Finlandia (che costruì cinquantacinque velivoli tra il 1941 ed il 1944 negli impianti dell'azienda nazionalizzata Valtion lentokonetehdas, situata nei pressi di Tampere) che alla Jugoslavia (quarantotto esemplari, presso la Ikarus A.D. a Belgrado).

### Evoluzione
Già nel mese di agosto del 1935 la Bristol pensò ad una versione modificata del Blenheim per rispondere alla "Specifica n° G.24/35" con la quale l'Air Ministry individuava le caratteristiche per un aereo da ricognizione e bombardamento da destinare al Coastal Command della RAF. Denominata Type 149, la nuova versione del bimotore venne progettata in previsione dell'utilizzo di una coppia di motori Bristol Aquila dotati di compressore ma non trovò il favore delle autorità che in assenza di proposte soddisfacenti decisero di unificare la "G.24/35" con la "Specifica M.15/35" relativa ad un aerosilurante destinato ad operare dalla terraferma. La combinazione delle due richieste diede origine alla "Specifica 10/36" per la quale la Bristol approntò il Type 152 che venne successivamente scelto per la produzione in serie. In ogni caso, come soluzione ad interim, l'Air Ministry diede la propria approvazione per una variante da ricognizione del Blenheim che mantenesse i motori Mercury e che potesse godere di maggior autonomia operativa; per ottemperare a quest'ultima richiesta la Bristol previde l'impiego di serbatoi subalari e sganciabili da utilizzare in alternativa ad una rastrelliera per carichi offensivi di caduta.
In questa configurazione il Type 149 ricevette la designazione di Blenheim Mk.II, ma non andò oltre lo stadio di prototipo in quanto era nel frattempo in corso un ulteriore sviluppo del velivolo cui si preferì dare la precedenza: pur mantenendo (ancora una volta) la medesima denominazione di fabbrica, in questo caso l'aereo era caratterizzato dalla presenza di serbatoi aggiuntivi interni alla struttura alare in luogo di quelli esterni. Nata in ottemperanza alla "Specifica 11/36" la nuova versione venne inizialmente individuata con il nome di Bolingbroke Mk.I ed il suo prototipo portato in volo per la prima volta il 24 settembre del 1937. I collaudi evidenziarono l'insoddisfazione del pilota nei confronti della disposizione delle superfici vetrate poiché, in particolare nel corso delle manovre di atterraggio, impediva la corretta visuale; le modifiche apportate diedero origine al caratteristico muso allungato (ed asimmetrico nella parte superiore). La rapidità del processo di sviluppo vide la realizzazione di un primo lotto di aerei costruiti in serie con l'impiego del nuovo muso, ma non dei serbatoi integrati nelle ali cui fu attribuita, per evitare fraintendimenti, nuovamente la denominazione di Blenheim ed il progressivo Mk.III. La produzione venne poi concentrata sulla successiva variante Mk.IV che comprendeva i serbatoi alari integrati; a quest'ultimo standard furono aggiornati anche tutti i Mk.III prima della consegna ai reparti.

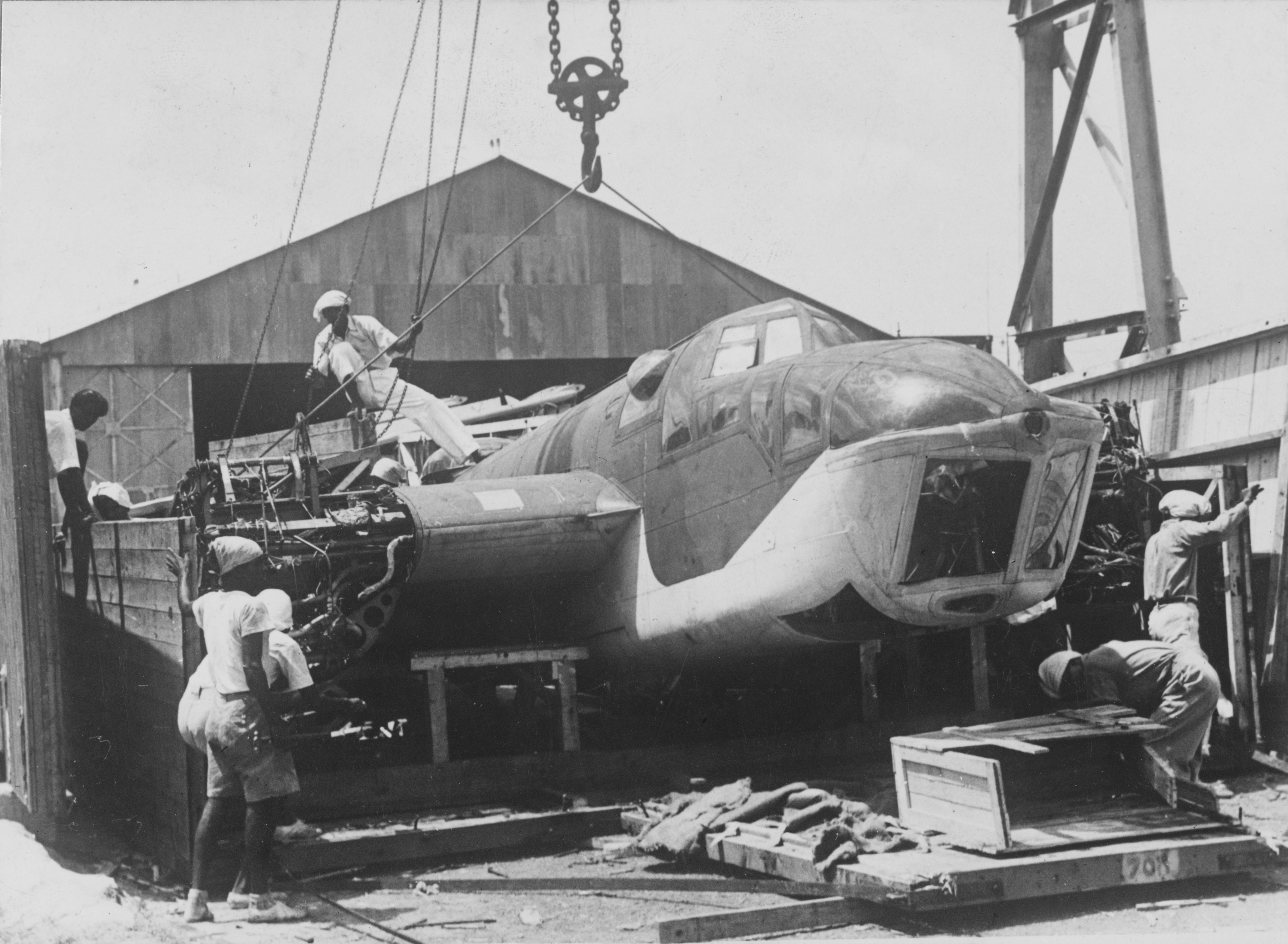
Vista frontale di un Blenheim Mk.IV consegnato via nave a Singapore; si noti il disegno asimmetrico del muso.

Per consentire la produzione su larga scala degli esemplari Mk.IV la produzione proseguì, anche in questo caso, sia presso gli stabilimenti della Avro che presso quelli della Rootes; quest'ultima provvide anche ad aggiornare allo standard Mk.IV gli ultimi sessantotto esemplari di Mk.I usciti dalle proprie linee, che assunsero la designazione Mk.IVL. La RAF ricevette i primi Mk.IV nel febbraio del 1939 mentre, in epoca successiva, alcuni esemplari furono consegnati al Portogallo (sei aerei) ed alla Turchia (uno). La licenza di costruzione fu ceduta ancora una volta alla Finlandia che iniziò la produzione nei primi mesi del 1944; fino al mese di settembre dello stesso anno vennero complessivamente realizzati quindici aerei di cui cinque rimasti non assemblati al termine della produzione.
La versione Mk.IV del Blenheim attirò l'attenzione del governo canadese che, alla ricerca di un aereo da pattugliamento marittimo, ne acquisì dalla Bristol la licenza di produzione assegnando il contratto alla Fairchild Aircraft Ltd. (azienda canadese sussidiaria della statunitense Fairchild Aircraft). Per i Blenheim "canadesi", per quanto identici esteriormente agli originari esemplari britannici, venne recuperata la denominazione Bristol Bolingbroke già precedentemente accantonata; prodotta a partire dal 1939, la versione canadese del Blenheim ebbe un processo di sviluppo piuttosto marginale ma autonomo rispetto alle varianti della casa madre. 

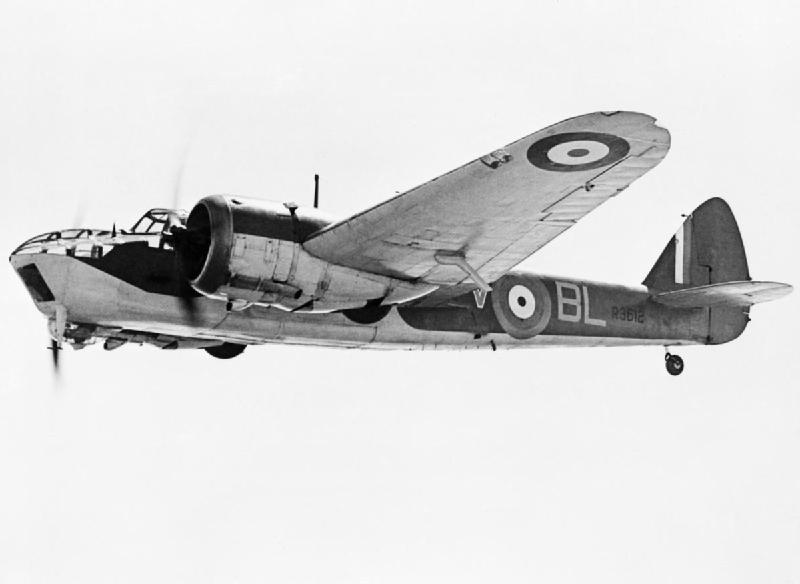
Un Blenheim Mk.IV in volo.

Nel frattempo, sul finire del 1938 il Fighter Command della RAF espresse la necessità di un aereo da caccia destinato alle missioni di scorta a lungo raggio e le prestazioni del Blenheim sembrarono adatte a questo ruolo. Dalla modifica di un esemplare di Mk.I nacque il Blenheim Mk.IF: l'unica modifica visibile esternamente era costituita dalla presenza di una gondola nel ventre della fusoliera, applicata sui portelli del vano bombe, nella quale trovava alloggiamento l'armamento costituito da quattro mitragliatrici Browning. Gli esemplari di questa serie, in origine tutti bombardieri Mk.I, entrarono in servizio a partire dal mese di dicembre del 1938.
Anche nel caso del Mk.IV il Coastal Command e, in misura minore, il Fighter Command della RAF impiegarono una versione da caccia del Blenheim: identificata come Mk.IVF si caratterizzava, come la precedente Mk.IF, per la presenza della gondola contenente le quattro mitragliatrici; consegnati tra la fine del 1939 e l'inizio del 1940, gli aerei furono impiegati operativamente per un paio d'anni prima di essere relegati a compiti di seconda linea.

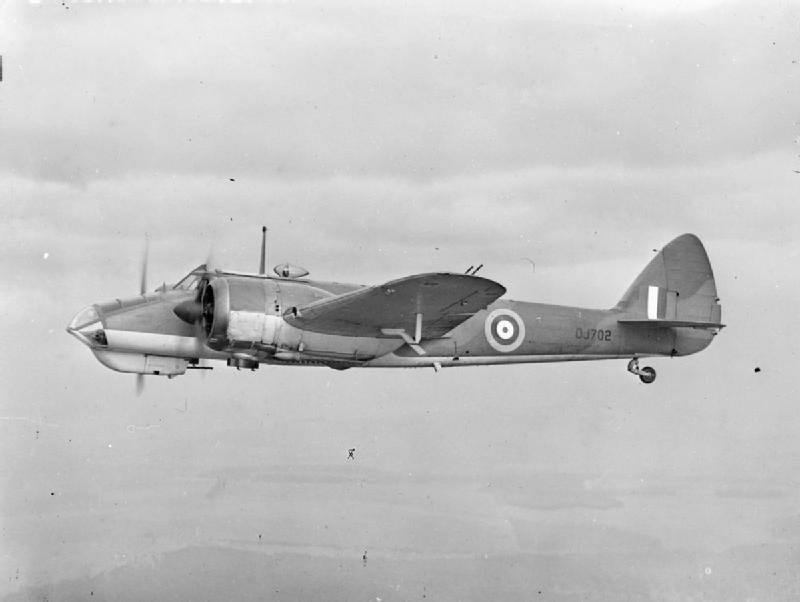
Vista laterale di un Blenheim Mk.V.

L'ultimo passo nello sviluppo evolutivo del Blenheim si registrò nel gennaio del 1940 su proposta della Bristol: si trattava di una versione da attacco al suolo (con la possibilità di adattamento a missioni di intercettazione a bassa quota o di addestramento). Le autorità valutarono positivamente l'offerta e rilasciarono la "Specifica B.6/40" che prevedeva per il nuovo aereo sia l'impiego come bombardiere in picchiata che quello nel ruolo di bombardiere tattico a bassa quota. L'aereo così concepito venne denominato Type 149CS dall'azienda e Bisley Mk.I dalla RAF.
Vennero ordinati due prototipi il cui primo volo avvenne però solo nell'autunno del 1940 quando l'esito delle operazioni belliche sul fronte occidentale aveva già visto svilupparsi l'Operazione Dynamo e la RAF non aveva più necessità immediate per un aereo da attacco al suolo. Venne pertanto richiesto alla Bristol di rivedere il progetto del Type 149CS in modo da contemplare anche la possibilità di operare come bombardiere tattico ad alta quota con la reintroduzione del terzo membro d'equipaggio in funzione di navigatore/bombardiere. Al prototipo di questa nuova variante venne assegnata la codifica Type 149HA: si differenziava dalla prima per la presenza di pannelli vetrati nel muso nella zona destinata al navigatore/bombardiere, non necessari nella versione da bombardamento in picchiata.
La produzione in serie ebbe inizio nell'ottobre del 1941 ad opera della Rootes Securities con la designazione interna di Type 160; il mese successivo, dopo che erano stati completati due esemplari, la RAF cambiò (ancora una volta) le proprie idee ed optò, al fine di evitare fraintendimenti tra aerei simili, per il ritorno alla denominazione Blenheim assegnando al nuovo modello il progressivo Mk.V. La produzione in serie venne ultimata con il completamento del 942º esemplare.

## Tecnica

### Cellula

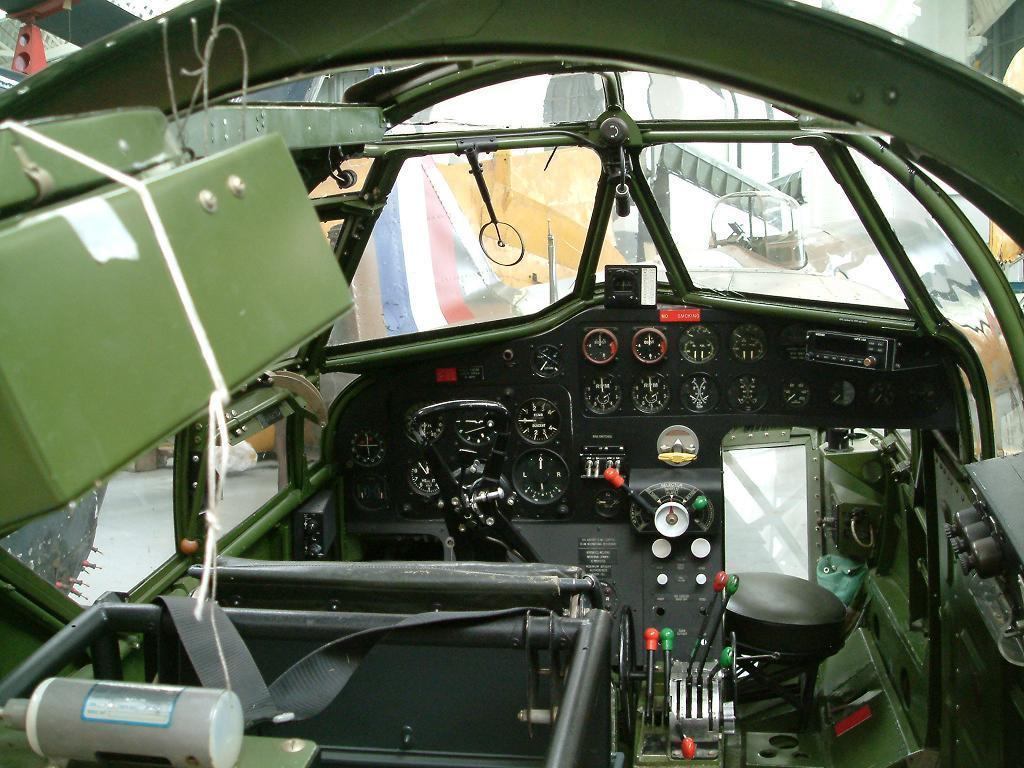
Cabina di pilotaggio di un Blenheim

Il Blenheim era un bombardiere leggero, triposto e bimotore; la sua struttura era interamente metallica realizzata in leghe di alluminio, così come il rivestimento (di tipo lavorante), ad eccezione delle superfici di controllo che erano rivestite in tela.
La fusoliera era realizzata in tre tronchi con rivestimento in Alclad chiodato; aveva ampia sezione frontale e nella versione Mk.I lo spazioso abitacolo interamente vetrato ospitava il pilota ed il navigatore/bombardiere; l'ala era disposta in posizione mediana, al fine di ricavare lo spazio necessario per la realizzazione del vano bombe. Nella zona centrale della fusoliera, in corrispondenza del bordo d'uscita alare, era presente una postazione difensiva, nella forma di una torretta vetrata girevole e semiretrattile.
Con il passaggio alla versione Mk.IV, la cui fusoliera era stata allungata di 3 ft (circa 91 cm), si ebbe una considerevole trasformazione delle linee esterne della cabina: la distanza tra il sedile del pilota e la superficie vetrata della cabina generava sgraditi riflessi e, per risolvere il problema, si decise di avvicinare la parte superiore della finestratura alla postazione del pilota e di abbassare la zona frontale inferiore. Nella soluzione finale il muso del Blenheim presentava una scalatura nella parte sinistra del muso, che ne avrebbe costituito la principale caratteristica esteriore.
Nella versione Mk.V si arrivò ad optare per una configurazione del frontale intercambiabile: per l'impiego come bombardiere in picchiata il muso era completamente metallico ed occupato dalle quattro mitragliatrici disposte frontalmente, mentre in caso di utilizzo come bombardiere in quota il cono di prua riproponeva, in forme maggiormente affusolate e simmetriche, la zona vetrata e la postazione per il navigatore/puntatore.
I motori erano alloggiati all'interno di due gondole sistemate sul bordo d'entrata alare; all'interno delle gondole, nella zona posteriore, era ricavato l'alloggiamento per il carrello d'atterraggio che vi si ritraeva, con movimento retrogrado rettilineo, lasciando sporgere parzialmente la singola ruota. Nelle versioni Mk.I e Mk.IV il vano del carrello veniva chiuso mediante un pannello metallico fissato frontalmente sulla parte retrattile mentre nella versione Mk.V si passò al sistema di pannelli laterali incernierati all'apertura nella gondola motore.
L'ala media, rastremata verso le estremità, era realizzata in tre pezzi di cui quello centrale era imbullonato alla fusoliera; i due longheroni alari erano ricavati da due pesanti flange in acciaio con nervature in Alclad; anche le centine erano realizzate in Alclad e dello stesso materiale era il rivestimento dell'ala. Era dotata di alettoni "Frise" e di ipersostentatori; nelle misure esterne rimase inalterata nel passaggio dalla versione Mk.I alla Mk.IV mentre nella versione Mk.V l'apertura venne ridotta di 3 ft. Nella struttura interna il passaggio dalla versione Mk.I alla Mk.IV segnò l'introduzione di serbatoi alari integrati, sistemati nella sezione esterna di ciascuna semiala.
L'impennaggio era di tipo classico, anch'esso interamente metallico con superfici mobili rivestite in tela e bilanciate aerodinamicamente e staticamente.

### Motori
Il Blenheim fu dotato, durante tutto il proprio ciclo evolutivo, del radiale Bristol Mercury, un motore a nove cilindri raffreddato ad aria. Lo sviluppo del motore andò di pari passo con quello del velivolo e versioni via via più potenti si susseguirono nel tempo passando dagli 850 hp (pari a 634 kW) del "Mercury VIII" installato sui Blenheim Mk.I fino ai 950 hp (708 kW) dei "Mercury 25" oppure  "Mercury 30" che equipaggiarono i Blenheim Mk.V.
Rare eccezioni all'impiego del radiale britannico furono rappresentate dalla realizzazione di alcuni esemplari di Bolingbroke dotati di motori Wright Cyclone 9 o di Pratt & Whitney R-1535 Twin Wasp Junior.
Le eliche erano di tipo tripala metalliche e la cappottatura dei motori era caratterizzata dalla presenza di flabelli mobili, per regolare la portata del flusso d'aria destinato al raffreddamento.

### Sistemi
I Blenheim erano, all'inizio della guerra, gli unici aerei disponibili in grado di alloggiare i primi equipaggiamenti radar da intercettazione all'epoca allo stadio iniziale del loro sviluppo: gli apparati Airborne Intercept (AI) pesavano 600 lb (circa 272 kg) e per il loro impiego era necessaria la presenza di un operatore dedicato, per cui la versione da caccia Blenheim Mk.IF aveva tutte le caratteristiche necessarie per adempiere al ruolo di caccia notturno.
Per il funzionamento dell'apparato radar erano presenti un'antenna trasmittente, sistemata all'estremità di prua, e diverse antenne riceventi per determinare la posizione del bersaglio: due disposte sulle gondole motore in prossimità del bordo d'entrata alare, per determinare la posizione laterale del bersaglio rispetto al radar, ed una su ciascun bordo dell'ala sinistra per determinarne l'altezza.
Determinare la posizione dei bersagli in condizioni operative risultò inizialmente pressoché impossibile, tuttavia il lavoro di sviluppo sugli apparati AI proseguì senza sosta e prima dell'arrivo della primavera del 1941 tutte le principali criticità erano state superate.

### Armamento

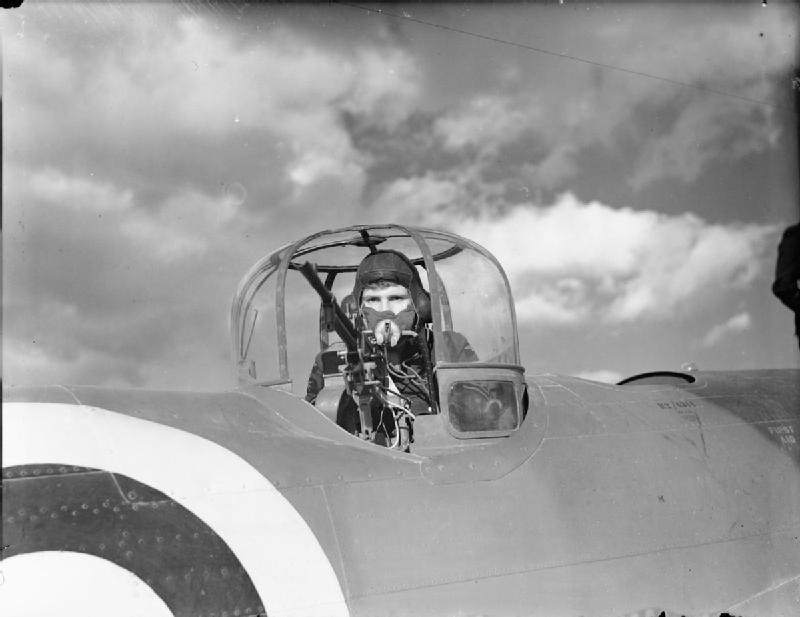
Mitragliere nella torretta di un Blenheim, Grecia 1940

La configurazione originaria dei Blenheim Mk.I da bombardamento prevedeva la possibilità di trasportare nel vano bombe interno alla fusoliera un carico offensivo di 1 000 lb (pari a 454 kg) mentre nella versione Mk.IV fu prevista la possibilità di trasportare mediante rastrelliere subalari altre 320 lb di bombe.
Ancora nelle varianti da bombardamento le dotazioni difensive subirono un progressivo incremento: inizialmente, nella versione Mk.I, erano presenti complessivamente due mitragliatrici calibro .303 in (7,7 mm), di cui una (Browning .303 Mk. II) annegata nella semiala sinistra e sparante in avanti e l'altra (all'inizio venne impiegata una Vickers K, ma successivamente furono installate anche Lewis e Browning) sistemata nella postazione del mitragliere, costituita da una torretta girevole disposta nella zona dorsale al centro della fusoliera ma già nella versione Mk.IV le mitragliatrici nella torretta potevano essere due ed erano integrate da un'altra mitragliatrice o due (sempre dello stesso calibro) disposte, rivolte in senso contrario a quello di marcia, in una torretta "Frazer Nash FN54" (oppure "FN54A") sistemata nella zona inferiore destra del muso. La variante da bombardamento del Blenheim nella versione Mk.V utilizzava lo stesso schema nell'armamento difensivo, impiegando però una torretta dorsale "Bristol BX", di concezione più recente e sistemata all'interno di un'apertura più ampia ricavata nel tronco della fusoliera; questa torretta poteva essere espulsa dal proprio alloggiamento al fine di consentire una via di fuga d'emergenza all'equipaggio in caso di necessità.
Le varianti da caccia e caccia notturna (Mk.IF e Mk.IVF) erano provviste di una gondola ventrale contenente quattro mitragliatrici Browning calibro .303 in rivolte nel senso di marcia; lo stesso armamento era previsto per la configurazione da attacco al suolo della variante Mk.V, con le mitragliatrici disposte all'estrema prua.

## Impiego operativo
Al momento dell'invasione tedesca della Polonia, il Blenheim era tra i velivoli più comuni nei reparti della Royal Air Force, per quantità secondo solamente al Battle e, alla pari del monomotore della Fairey, veniva ancora considerato un mezzo moderno e formidabile; pertanto furono numerose le missioni svolte "per la prima volta" che vennero affidate ai reparti dotati dei Blenheim, in tutti i numerosi teatri di guerra.
L'esperienza del conflitto mise però in luce che le valutazioni fatte all'epoca, pur non lontana, della nascita del progetto del Type 142 erano state rapidamente superate, soprattutto in considerazione della comparsa di veloci ed agili monoplani tra le file dei nemici; divenne presto evidente che per il Blenheim diventava sempre più difficile ottenere risultati senza pagare perdite inaccettabili.

### Regno Unito
Le prime consegne alla RAF ebbero luogo nel marzo del 1937, presso il No. 114 Squadron, stanziato presso la base di Wyton (nei pressi di St. Ives). Due anni dopo, all'epoca della crisi di Monaco gli squadron da bombardamento equipaggiati con i Blenheim erano complessivamente sedici, appartenenti a tre diversi Group. Nel frattempo i Blenheim avevano cominciato a prendere servizio nei reparti schierati nei territori coloniali: all'inizio del 1938 vennero schierati in Iraq mentre con l'anno successivo trovarono impiego in India.
Con l'avvio della produzione del Mk.IV il ruolo di bombardiere nei reparti metropolitani fu demandato quasi esclusivamente alla nuova versione ed allo scoppio della guerra solamente due degli squadron da bombardamento stanziati nella madre patria impiegavano ancora i Mk.I che, per contro, costituivano il materiale di volo di undici squadron stanziati oltremare (in Egitto, ad Aden, in India ed a Singapore). Sempre nello stesso momento i Blenheim Mk.IF equipaggiavano sette squadron da caccia presso i quali avevano sostituito (o stavano progressivamente sostituendo) i precedenti velivoli, generalmente biplani.

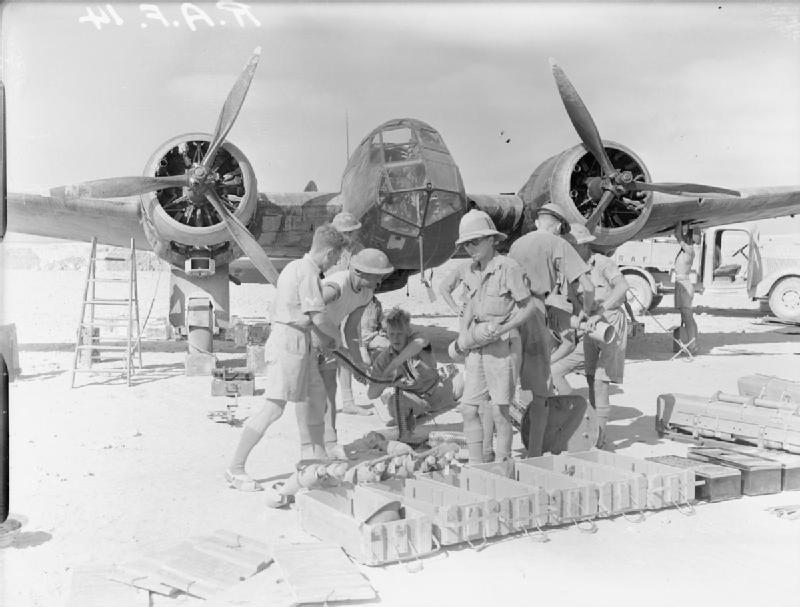
Un Blenheim Mk.I del No.113 Squadron in Egitto, in preparazione di un raid contro Tobruch.

Dal canto loro i Blenheim Mk.IV nel settembre del 1939 risultavano equipaggiare sette squadron da bombardamento, due destinati alla cooperazione con le truppe di terra (con compiti di ricognizione ed appoggio tattico) e uno da caccia.
Il primo velivolo britannico ad oltrepassare le frontiere tedesche dopo lo scoppio della guerra fu, il 3 settembre del 1939, un Blenheim Mk.IV del No.139 Squadron di Wyton per una missione di ricognizione nella Jadebusen, nei pressi di Wilhelmshaven, alla ricerca della flotta tedesca. Il giorno successivo dieci Blenheim e otto Vickers Wellington bombardarono la nave Admiral Scheer; nel corso dell'azione, ostacolata dal maltempo e dalla vivace reazione della difesa contraerea, gli aerei britannici non ottennero risultati di particolare prestigio mentre andarono perduti quattro o cinque Blenheim e due Wellington.
In acque non distanti un Blenheim Mk.IV del No.82 Squadron divenne il primo aereo della RAF ad affondare un U-Boot: il sommergibile in questione era l'U-31 affondato durante la fase di navigazione in superficie nella baia di Helgoland l'11 marzo del 1940.
L'impiego dei Blenheim avvenne prevalentemente ad opera del Bomber Command ma diversi Mk.IV ed alcuni Mk.I furono assegnati all'Advanced Air Striking Force ed all'Air Component della British Expeditionary Force, le componenti aeree delle forze di spedizione britanniche schierate sul suolo francese fino alla ritirata di Dunkerque.
I reparti del Bomber Command schierati sul suolo britannico furono impiegati nel contrasto alle forze tedesche impegnate nella conquista della Norvegia, del Belgio e dei Paesi Bassi; nel corso di queste azioni i Blenheim poco poterono contro l'avanzata delle armate nemiche e furono spesso oggetto degli attacchi da parte di caccia della Luftwaffe. Durante queste campagne ebbero luogo anche missioni a lungo raggio degli squadron equipaggiati con i Mk.IF durante le quali emersero con chiarezza i limiti del Blenheim di fronte ai caccia monoplani della Luftwaffe, in particolare i più veloci e maneggevoli Messerschmitt Bf 109.
Anche sul suolo francese le operazioni non furono particolarmente fortunate ed all'azione dei caccia e dell'artiglieria contraerea, si unirono i bombardamenti delle basi operative da parte dei Dornier Do 17 che causarono danni significativi, mettendo fuori causa diversi aerei ancora prima che potessero prendere il volo.
Nei giorni successivi all'evacuazione del suolo francese dal porto di Dunkerque l'entrata in guerra del Regno d'Italia a fianco della Germania segnò l'apertura del fronte nordafricano: anche in questo caso la prima azione della RAF venne affidata ai Blenheim che dalle loro basi egiziane attaccarono in due diverse azioni l'aeroporto di El Adem causando la distruzione al suolo di una ventina di aerei italiani.

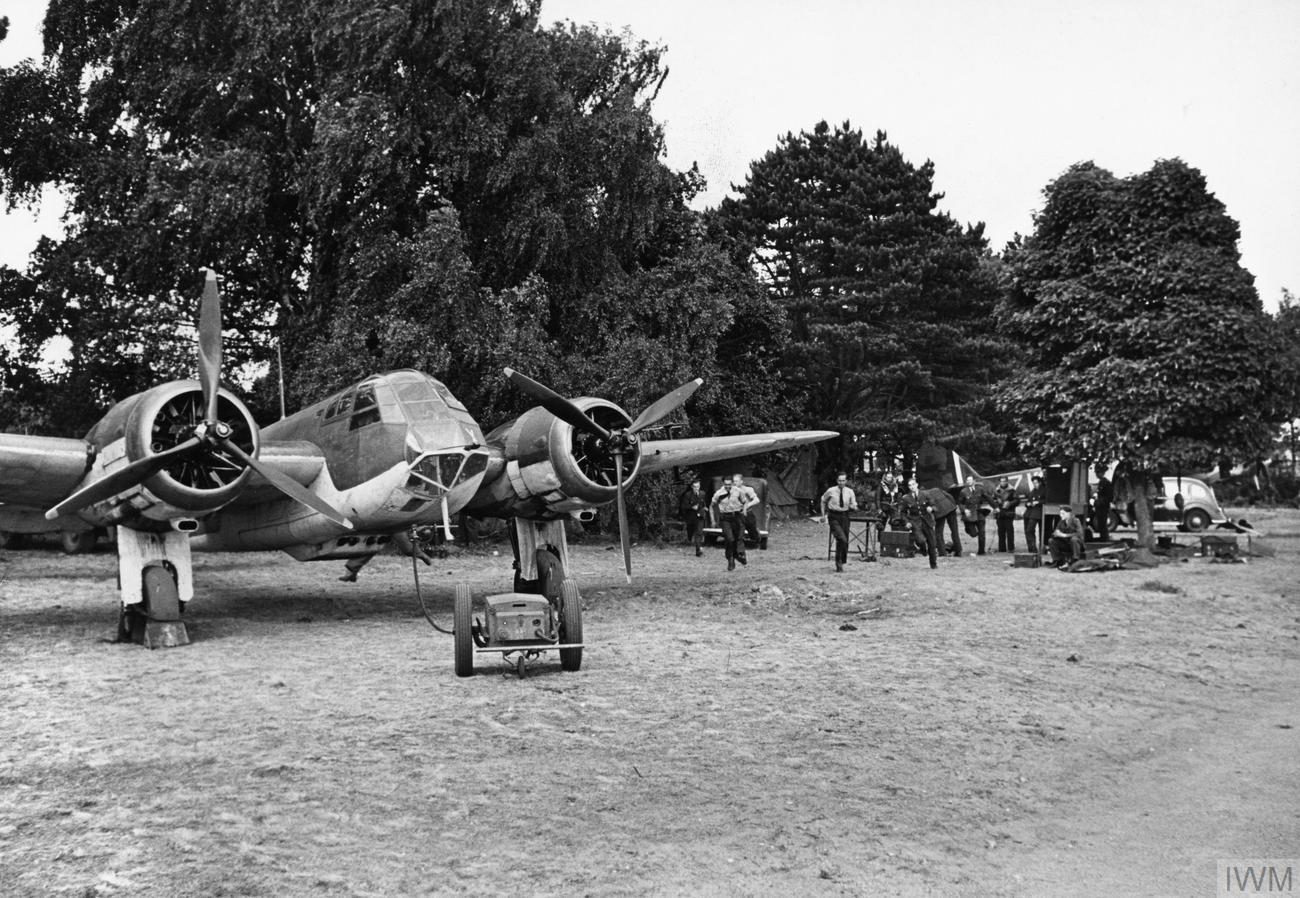
Un Blenkheim Mk.IF del No.25 Squadron di base a Martlesham Heath, il 25 luglio del 1940.

All'inizio dell'estate del 1940 l'intensificarsi dei raid notturni da parte dei bombardieri tedeschi contro le principali città britanniche venne contrastato prevalentemente dai reparti dei Blenheim Mk.IF specificamente destinati alla caccia notturna: il bimotore della Bristol era, nel bene e nel male, l'unico velivolo in grado di impiegare i pesanti e voluminosi apparati radar per l'intercettazione. Il primo abbattimento notturno venne registrato nella notte tra il 2 ed il 3 luglio 1940 ad opera di un Blenheim della Fighter Interception Unit (FIU) che abbatté un Dornier Do-17Z, ma prima dell'inverno successivo i Blenheim vennero affiancati in questo ruolo dagli Hurricane e dai più recenti Beaufighter, dai quali vennero definitivamente sostituiti all'inizio della successiva primavera.
A partire dal mese di gennaio del 1941 i Blenheim vennero impiegati sui cieli francesi in operazioni (denominate Circus) che prevedevano l'attacco alle basi aeree della Luftwaffe ma con le quali si intendeva anche attirare gli aerei del nemico verso i caccia che scortavano l'azione dei bombardieri, al fine di attirarli in combattimenti ravvicinati. Per quanto ben presto svelata, questa tattica venne protratta per diverso tempo anche per costringere la Luftwaffe a distrarre velivoli dal fronte orientale aperto alla fine di giugno con l'avvio dell'operazione Barbarossa.
Nell'aprile di quello stesso 1941, con il Coastal Command ancora impegnato nelle operazioni che passarono alla storia come battaglia dell'Atlantico, la RAF si impegnò nel tentativo di bloccare il passaggio nello stretto di Dover alle navi tedesche. Le operazioni, denominate Channel Stop, videro l'impiego dei Blenheim Mk.IV del No.2 Group, impegnati in missioni a bassa quota nelle acque antistanti la Norvegia, la Danimarca ed i Paesi Bassi. L'impegno si rivelò gravoso in termini di perdite di velivoli, e vite umane, sia a causa della contraerea montata sulle navi, sia per merito della vigilanza costiera operata dalla Luftwaffe; in ogni caso i successi registrati, per quanto rivelatisi inferiori a quanto inizialmente rivendicato dai piloti, contribuirono a fornire preziosa esperienza operativa ai reparti messa a frutto in epoca successiva quando si resero disponibili i più moderni e meglio armati Beaufigher e Mosquito.
Il 1941 vide ancora i Blenheim della RAF impegnati a contrastare le forze tedesche nel Mediterraneo, in Nordafrica e nel Medio Oriente: nel mese di aprile alcuni esemplari del No.11 Squadron presero parte alle azioni in Grecia, prima dell'evacuazione, mentre, sempre negli stessi giorni, gli aerei in forza al No.203 Squadron vennero brevemente impiegati in Iraq, operando dalla base RAF Habbaniyya. L'estate successiva questo stesso reparto passò quindi ad operare contro le forze della Francia di Vichy in Siria ed in Libano.
Progressivamente dismessi dai reparti stanziati nel territorio metropolitano, i Blenheim vennero dislocati nel teatro nordafricano: in particolare nella seconda metà del 1941 diversi squadron furono trasferiti a Malta da dove, congiuntamente ai Wellington stanziati sulle basi egiziane, poterono dedicarsi ad operazioni di contrasto ai convogli operanti tra la Sicilia ed il Nordafrica, preziosi per il rifornimento delle truppe italiane e dell'Afrikakorps. Secondo le fonti reperite, durante il secondo semestre del 1941 il 65% del naviglio mercantile impiegato nei convogli dalle forze dell'Asse venne affondato, ma la RAF pagò un prezzo elevato per questo risultato, arrivando (in alcuni casi) a perdere circa il 90% dei mezzi e degli equipaggi impegnati. Nell'autunno di quell'anno i Blenheim vennero impiegati anche per il supporto all'Operazione Crusader che portò, il 7 dicembre, alla ritirata delle truppe di Erwin Rommel verso El-Agheila.

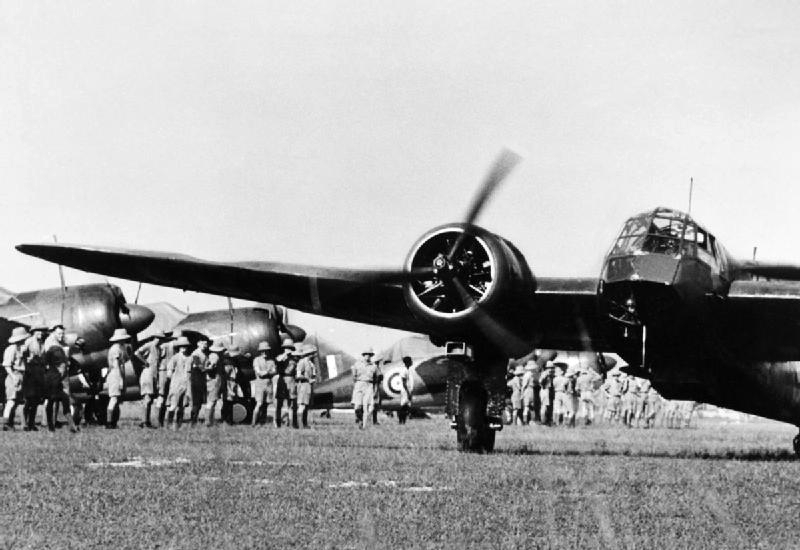
Un Blenheim Mk.I durante il rullaggio sulla base RAF di Sembawang, Singapore. Sullo sfondo alcuni Brewster F2A Buffalo.

In quello stesso giorno l'apertura del fronte nel Pacifico seguita all'attacco di Pearl Harbor, determinò ulteriori rischieramenti dei reparti della RAF e la maggior parte degli squadron equipaggiati con i Blenheim venne trasferita in Estremo Oriente per fronteggiare le forze giapponesi. Nel mese di gennaio del 1942, operando dalla base nei pressi di Palembang (sull'isola di Sumatra, all'epoca parte delle Indie orientali olandesi), tre squadron di Blenheim svolsero compiti di bombardamento, ricognizione e scorta ai convogli, presto raggiunti dai resti di una quarta unità evacuata da Singapore nei primi giorni di febbraio. Via via sempre meno numerosi, i Blenheim dovettero abbandonare anche Sumatra per raggiungere Giava dove, tuttavia, gran parte dei velivoli venne distrutta o catturata durante un attacco di terra all'aeroporto di Kalidjati che colse di sorpresa i difensori.
Il No.113 Squadron, sempre negli stessi giorni, venne inizialmente stanziato a Rangoon in Birmania ma, incalzato dall'avanzata giapponese, fu costretto a spostarsi a Magway prima di essere definitivamente sciolto all'inizio di marzo. Più tardi, all'inizio di aprile, i Blenheim del No.11 Squadron presero parte alle operazioni di difesa dell'isola di Ceylon subendo perdite considerevoli.
Il 1942 fu l'ultimo anno durante il quale i Blenheim vennero impiegati in grandi numeri, progressivamente rimpiazzati nei diversi compiti, da una serie di nuovi aerei nel frattempo resisi disponibili. Così il Coastal Command passò all'impiego dei Douglas Boston e dei Lockheed Ventura che, tra le file del Bomber Command, furono affiancati anche dai Martin Baltimore e dai già citati Beaufighter e Mosquito. Prima di essere definitivamente trasferiti sulle basi del nordafrica, nel febbraio del 1942, i Blenhem stanziati a Malta effettuarono azioni di bombardamento a Napoli e Tripoli mentre nel nord Europa l'ultima azione che tra i protagonisti i bimotori Bristol fu il tragico raid su Dieppe del 19 agosto.
Nel teatro del Pacifico i Blenheim Mk.IV e Mk.V, pur dimostrandosi sempre più obsoleti, sopravvissero ancora per qualche tempo prima di essere rimpiazzati dai Beaufort e dai Vengeance di produzione statunitense; la maggior parte degli esemplari venne definitivamente dismessa entro il mese di ottobre del 1943.

### Finlandia

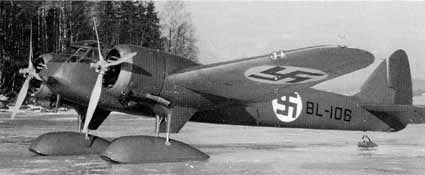
Un Blenheim Mk.I con le insegne della Suomen ilmavoimat. Si noti la configurazione del carrello d'atterraggio, costituito da "sci" per l'impiego su terreni innevati

Il primo contratto finlandese per l'acquisto di Blenheim Mk.I venne firmato nell'ottobre 1936 per diciotto bimotori (ma una delle medesime fonti ne indica successivamente dodici); gli aeroplani furono consegnati nel mese di giugno, o in quello di luglio, del 1937.
Nell'aprile del 1938 la Finlandia si assicurò anche la licenza di produzione dell'aereo sulla cui produzione le fonti reperite non concordano: alcuni indicano la realizzazione di cinquantacinque esemplari di Mk.I ma altrove vengono indicati complessivamente sessanta aerei, di cui quarantacinque Mk.I e quindici Mk.IV; tutti gli aerei furono realizzati nella fabbrica statale di Tampere recentemente completata. I Blenheim finlandesi erano caratterizzati da modifiche nel vano bombe, realizzate per accogliere gli ordigni di produzione svedese e statunitense impiegati dalla Suomen ilmavoimat.
Nessuno dei velivoli costruiti in Finlandia venne completato in tempo prima dello scoppio della guerra d'inverno, ma i diciotto aerei acquistati nel Regno Unito vennero affiancati da altri ventiquattro Mk.IV acquistati presso la RAF ed utilizzati a difesa della Carelia; il loro impiego però non poté impedire la sconfitta finlandese del marzo 1940.
La produzione dei Blenheim in Finlandia proseguì anche dopo la firma del trattato di Mosca e gli aerei costruiti furono impiegati nel corso della guerra di continuazione, fino alla resa definitiva del settembre 1944.

### Francia
Il Blenheim Mk.IV venne fornito, in numeri non dettagliati dalle fonti disponibili, anche alle Forces aériennes françaises libres: nel novembre del 1941 risultano operativi sia il "Free French Flight N° 1" (più tardi ridenominata "Escadrille N° 2 de Bombardement") che il No.342 Squadron della RAF (noto anche come "Groupe de Bombardement n° 1/20 "Lorraine"): il primo reparto risulta schierato in Palestina mentre il secondo in Nordafrica.

### Grecia
Prima dello scoppio della guerra dodici Blenheim Mk.IV vennero acquistati anche dall'aviazione ellenica; in seguito la RAF inviò in Grecia altri tre Squadron di Blenheim (due di bombardieri ed uno di caccia).

### Jugoslavia
Anche il governo jugoslavo acquistò due Blenheim Mk.I (consegnati nel novembre 1937) oltre alla licenza per la produzione in serie presso la Ikarus a Zemun; questa tuttavia riuscì a completarne soltanto sedici prima che, nella primavera del 1941 la fabbrica fosse sabotata dai partigiani per impedire che i tedeschi potessero utilizzarla. Andarono così perduti i ventiquattro ulteriori esemplari in fase di costruzione.
Gli esemplari completati vennero assegnati al 1° ed all'8º Reggimento Bombardieri e presero parte alla vana lotta contro l'invasione della Jugoslavia; i pochi velivoli sopravvissuti vennero poi incorporati nella Zrakoplovstvo Nezavisne Države Hrvatske, l'aeronautica militare dello Stato Indipendente di Croazia.

### Romania
Tredici esemplari del Blenheim I vennero forniti nel novembre 1939 alla Romania nella speranza di persuaderla ad unirsi alla causa degli alleati; un anno più tardi, il paese balcanico si affiancò alle potenze dell'Asse e i suoi Blenheim, come quelli finlandesi, vennero usati di conseguenza contro i sovietici.

### Turchia
La Turchia, a differenza di Finlandia e Jugoslavia, non intraprese in proprio la costruzione degli aerei. I primi dodici Blenheim furono trasferiti in questo paese nell'estate 1938 con immatricolazione civile, poi ne seguirono altri diciotto tra il novembre 1938 e il febbraio 1939. Alcune fonti indicano che altri esemplari furono venduti all'aviazione turca sia all'inizio del 1940 che nel corso del 1942 (in questo caso si trattava di Mk.V di proprietà della RAF).

### Altri paesi
Inquadrati all'interno della struttura della Royal Air Force operarono diversi Squadron nominalmente appartenenti a forze aeree di paesi alleati, in particolare facenti parte del Commonwealth. Dalle fonti reperite il Blenheim risulta aver equipaggiato Squadron della Royal Canadian Air Force, della South African Air Force e della Koninklijke Luchtmacht per le operazioni nel teatro europeo mentre in quello del Pacifico, gli utilizzatori del Blenheim risultano essere stati la Royal Australian Air Force e la Royal New Zealand Air Force.
Il Blenheim fu impiegato anche dalle forze armate portoghesi che ne ricevettero dodici esemplari nel 1943: impiegati come pattugliatori marittimi, questi aerei furono sostituiti due anni dopo da Bristol Beaufighter.
Durante il conflitto un esemplare di Blenheim Mk IV, numero di serie N3589, partito dall'Inghilterra e diretto a Malta, a corto di combustibile il 13 settembre 1940 atterrò sul campo di volo di Pantelleria. Preso in carico dalla Regia Aeronautica, lo inviò a Guidonia per sottoporlo a una serie di prove e ridipinto con insegne italiane. Il velivolo venne riutilizzato in seguito per riprese cinematografiche di propaganda, impegnato in duelli fittizi con i caccia Fiat C.R.42 e Macchi M.C.200.
Un secondo esemplare, un Mk I, numero di serie T4887, del No. 252 Squadron RAF del Coastal Command venne catturato da personale militare italiano. Il velivolo, in volo da Gibilterra verso Malta, il 7 gennaio 1942 a causa delle errate indicazioni fornite dal radiofaro di quest'ultima atterrò in Sicilia, in località Magnisi, vicino ad Augusta. Preso in carico dalla Regia Aeronautica, lo inviò a Guidonia per sottoporlo a una serie di prove e dove vennero coperte le insegne RAF con quelle italiane e assegnata la M.M. 4887. Dopo circa un anno venne assegnato al 60º Gruppo Bombardamento Terrestre e integrato nella 235ª Squadriglia ed utilizzato per esercitazioni fino al gennaio 1943, quando rimase distrutto per un incidente in fase di decollo.
Per quanto riguarda l'impiego nella RCAF degli esemplari prodotti in Canada dalla Fairchild, si rimanda alla rispettiva voce.

## Versioni

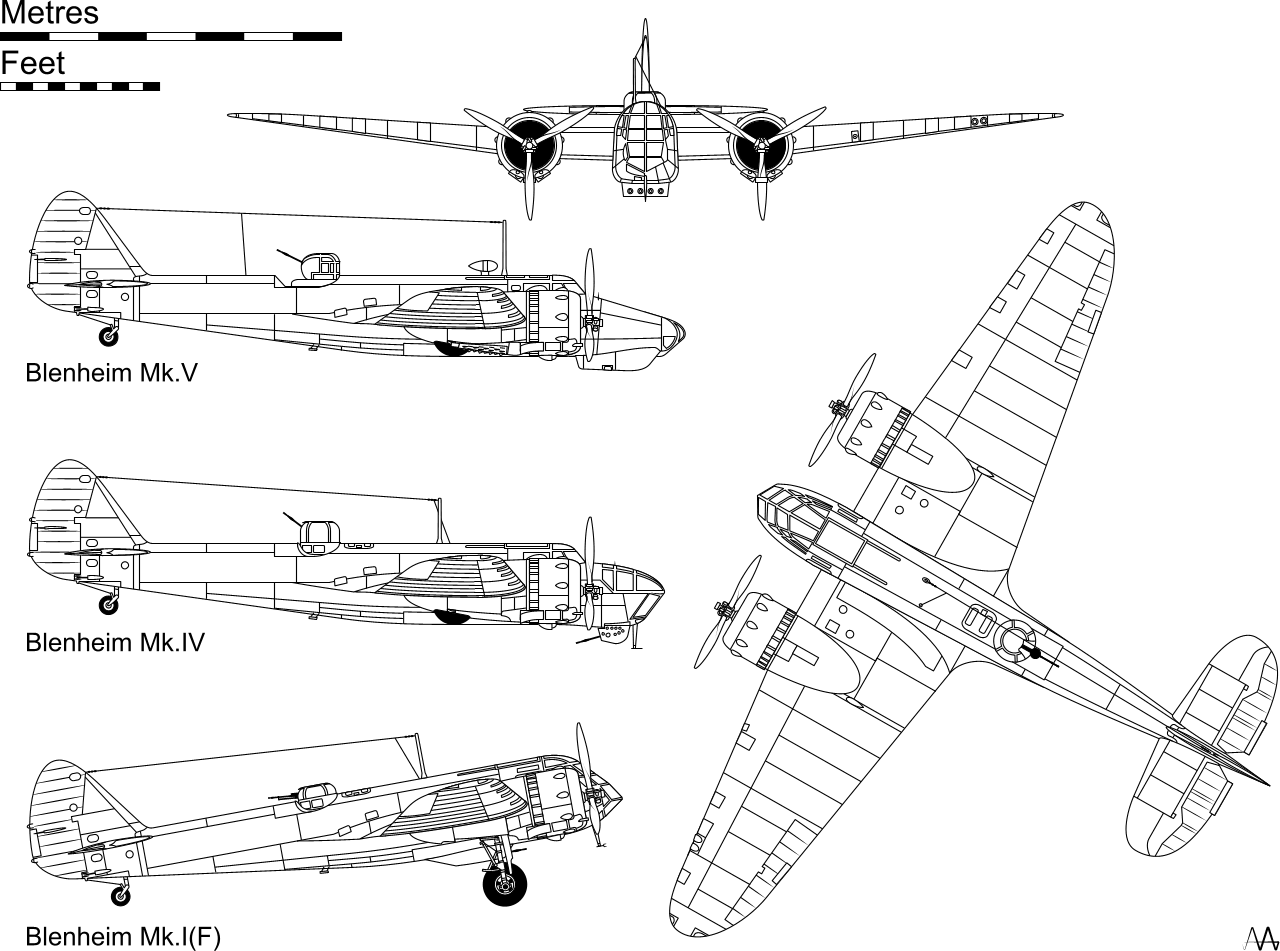
Bristol Blenheim

- Type 135: progetto iniziale, risalente al 1933, per un aereo da trasporto leggero; rimasto "sulla carta" in quanto trasformato nel successivo Type 142;
- Type 142: sviluppo del precedente Type 135, ne manteneva le linee generali integrando modifiche per l'incremento dell'autonomia operativa e l'impiego di motori di maggiore potenza. Ne venne realizzato un esemplare destinato a Lord Harold Harmsworth che, battezzatolo Britain First, dopo le prime entusiasmanti prove di volo lo donò all'Air Ministry che aveva espresso il desiderio di testarne le potenzialità in qualità di velivolo militare.
  - Type 142M: designazione che individuò il velivolo noto come Blenheim; sviluppato dal precedente velivolo da trasporto passeggeri Type 142 ed equipaggiato con motori Bristol Mercury, venne realizzato nelle varianti:
    - Blenheim Mk.I: denominazione assegnata alla prima variante realizzata in serie; destinati al ruolo di bombardiere, i primi aerei furono consegnati alla RAF nel marzo del 1937. Ne furono realizzati complessivamente 1 457[14].
      - Blenheim Mk.IF: in seguito ad una specifica richiesta del Fighter Command della RAF per un caccia di scorta a lungo raggio, la cellula del Mk.I venne modificata con l'introduzione di un alloggiamento ventrale (nella sezione altrimenti occupata dal vano bombe) equipaggiato con quattro mitragliatrici Browning fisse, sparanti nel senso di marcia. Fu uno dei primi velivoli ad impiegare operativamente il radar da intercettazione per l'impiego come caccia notturno.
      - Blenheim PR.Mk I: un esemplare di Mk.I venne modificato per fungere da prototipo in previsione di realizzare una versione da ricognizione fotografica (Photographic Reconnaissance), priva di armamento. Le prestazioni ottenute non furono ritenute sufficienti ed ogni ulteriore sviluppo venne interrotto.
- Type 143: sviluppo del Type 135 espressamente previsto per l'impiego civile. Era dotato di motori Bristol Aquila ed il suo progetto ricevette manifestazioni d'interesse sia da parte di compagnie commerciali che da parte della Finlandia per una versione da bombardamento. Il suo sviluppo venne tuttavia interrotto quando la Bristol decise di non procedere alla produzione in serie dei motori Aquila.
- Type 149: progetto sviluppato dal Blenheim in risposta ad una richiesta del Coastal Command per un aerosilurante; con il successivo impiego per quel ruolo di altri velivoli, il progetto venne utilizzato per dar vita ad un nuovo aereo da bombardamento inizialmente indicato come "Bolingbroke"; tale designazione fu poi abbandonata (per poi essere ripresa, ad indicare gli aerei prodotti su licenza in Canada) procedendo con la numerazione progressiva del "Blenheim". Ne furono realizzati complessivamente 3 297 esemplari, cui vanno aggiunti 10 velivoli realizzati su licenza in Finlandia dalla Valtion Lentokonetehdas[21].
  - Blenheim Mk.II: al fine di ampliare il raggio d'azione del Blenheim si pensò di modificare la struttura alare dell'aereo, tramite l'inserimento di nuovi serbatoi di carburante nella sezione esterna delle semiali ed adattando le rastrelliere esterne per le bombe al trasporto di serbatoi supplementari sganciabili. Test effettuati mediante un esemplare di Mk.I così modificato rivelarono un considerevole decadimento delle prestazioni che avrebbe così reso l'aereo ancora più vulnerabile ai caccia nemici. Ogni ulteriore sviluppo venne sospeso e l'idea della nuova versione definitivamente abbandonata.
  - Blenheim Mk.III: designazione destinata ad un'ipotetica variante caratterizzata dal "muso lungo", che avrebbe contraddistinto il Mk.IV, ma priva dei serbatoi aggiuntivi di carburante. Alcune cellule lasciarono la catena di montaggio in questa configurazione ma vennero aggiornate allo standard Mk.IV prima della consegna ai reparti[18].
  - Blenheim Mk.IV: rispetto al "Type 142M" il nuovo aereo presentava muso allungato e modifiche alla struttura alare al fine di integrare un maggior numero di serbatoi di carburante e garantire così un più ampio raggio d'azione. Dotato di motori Bristol Mercury più potenti, poteva raggiungere velocità leggermente più elevate rispetto al predecessore.
    - Blenheim Mk.IVL: con questa designazione vennero identificati 68 esemplari di Mk.I realizzati dalla Rootes Securities Ltd. e portati allo standard Mk.IV durante il loro assemblaggio sulla catena di montaggio.
    - Blenheim Mk.IVF: in modo analogo a quanto realizzato con la versione Mk.IF, anche il Mk.IVF era un caccia di scorta ed anche in questo caso era presente la postazione ventrale con quattro mitragliatrici fisse così come l'equipaggiamento radar per l'intercettazione dei velivoli nemici nelle ore notturne.

  - Bolingbroke: denominazione che contraddistinse i 677[21] esemplari realizzati, su licenza, dalla canadese Fairchild Aircraft Ltd. a partire dal progetto del "Type 149".
    - Bolingbroke Mk.I: prima versione del Blenheim Mk.IV realizzata su licenza dalla Fairchild. Si trattò di 18 aerei dotati di motore Bristol Mercury VIII, in tutto uguali agli originali britannici.
    - Bolingbroke Mk.II: denominazione assegnata ad un esemplare della serie Mk.I, ricostruito dopo un incidente di volo, sul quale venne sperimentato l'impiego della strumentazione e della componentistica di costruzione statunitense che sarebbero state impiegate nella successiva costruzione in serie.
    - Bolingbroke Mk.III: si trattò di un tentativo di realizzare una versione idrovolante; furono realizzati due prototipi dalla conversione di esemplari di Bolingbroke Mk.I, ma non vi fu alcun seguito produttivo e i due aerei tornarono successivamente ad avere il tradizionale carrello d'atterraggio.
    - Bolingbroke Mk.IV: lotto costituito complessivamente da 151 velivoli, in genere dotati di motore Mercury XV e di strumentazione statunitense.
      - Bolingbroke Mk.IV-C: designazione conferita ad un esemplare sul quale furono testati motori Wright Cyclone GR-1820-G3B; l'assenza di significativi miglioramenti nelle prestazioni portò alla sospensione di ulteriori sviluppi.
      - Bolingbroke Mk.IV-W: alcuni Bolingbroke Mk.IV furono equipaggiati con motori Pratt & Whitney R-1535 Twin Wasp Junior nel timore che potessero sorgere problemi di fornitura degli originari Bristol Mercury; poiché tale evenienza non si verificò, la variante non ebbe seguito.
      - Bolingbroke Mk.IVT: ultima variante a lasciare le catene di montaggio; si trattò di 457 aerei destinati a compiti di addestramento (Trainer) degli equipaggi. In genere si trattava di aerei equipaggiati con motori Mercury XV.
      - Bolingbroke Mk.IVTT: designazione attribuita agli aerei utilizzati per il traino dei bersagli (Target Tug) per le attività di addestramento al fuoco contraereo nell'ambito del Commonwealth Air Training Plan.
- Type 149CS: progetto relativo ad una versione del Blenheim proposta dalla Bristol e destinata a compiti di attacco al suolo; furono realizzati due prototipi;
- Type 149HA: designazione prevista per uno dei due prototipi precedenti, modificato per poter svolgere alternativamente missioni di attacco o di bombardamento in quota.
- Type 160: numerazione definitiva assegnata alla versione di serie destinata al doppio ruolo di bombardiere e assaltatore;
  - Bisley Mk.I: si trattava della denominazione inizialmente prevista per la nuova versione del bimotore, i cui esemplari vennero prodotti a partire dall'ottobre del 1941.
  - Blenheim Mk.V: designazione definitivamente attribuita a tutti gli aerei "Type 160" a partire dal novembre del 1941; in totale furono realizzati 944[14] aerei, la cui produzione venne ultimata nel giugno del 1943.

## Utilizzatori
Australia
- Royal Australian Air Force

 Canada
- Royal Canadian Air Force

 Croazia
- Zrakoplovstvo Nezavisne Države Hrvatske

 Finlandia
- Suomen ilmavoimat

 Francia libera
- Forces aériennes françaises libres

 Grecia
- Polemikí Aeroporía

 India Britannica
- Royal Indian Air Force

 Italia
- Regia Aeronautica

 Jugoslavia
- Jugoslovensko Ratno Vazduhoplovstvo i Protivvazdušna Odbrana

 Nuova Zelanda
- Royal New Zealand Air Force

 Paesi Bassi
- Koninklijke Luchtmacht

 Portogallo
- Força Aérea Portuguesa
- Serviço da Aeronáutica Naval

 Regno Unito
- Royal Air Force
- Fleet Air Arm

 Romania
- Forțele Aeriene Regale ale României

 Sudafrica
- South African Air Force

 Turchia
- Hava Müsteşarlığı

### Annotazioni
1. ↑  diversamente dal Type 135 dove era disposta al di sotto della fusoliera.
2. ↑  dal punto di osservazione del pilota.
3. ↑  particolare tipo di alettone realizzato dall'ingegnere Leslie George Frise, della Bristol.
4. ↑  vedasi , in inglese "cowling gill flaps".
5. ↑  Unità operativa corrispondente alla squadriglia nello standard dell'Aeronautica italiana.
6. ↑  In questo caso corrispondenti al gruppo di volo.
7. ↑  Jade Bight o Jade Bay in lingua inglese.
8. ↑  Helgoländer Bucht in tedesco o Heligoland Bight in lingua inglese.
9. ↑  All'epoca denominata Burma.
10. ↑  La fonte di lingua inglese cita testualmente Bomber regiments.

### Fonti
1. ↑  Mackay, 1988, p. 45.
2. ↑  Chant 1977, p. 63.
3. 1 2 3 4 5 6 7 8 9 10 11 12 13 14 15 16  Fabbri Storia dell'aviazione Volume 7 1973, pp. 449-456.
4. 1 2 3  Moyes, 1966, p. 3.
5. ↑  Mackay, 1988, p. 4.
6. 1 2  Moyes, 1966, p. 4.
7. 1 2  Barnes, 1964, p. 258.
8. 1 2 3  Barnes, 1964, p. 259.
9. 1 2  Gunston, 1981, p. 76.
10. ↑  Gunston, 1981, p. 77.
11. 1 2  Barnes, 1964, p. 261.
12. 1 2 3 4 5 6 7  Barnes, 1964, p. 267.
13. ↑  Gunston, 1981, p. 80.
14. 1 2 3 4 5 6 7 8 9  Barnes, 1964, p. 282.
15. 1 2 3  Mackay, 1988, p. 8.
16. 1 2  Oughton, 1971, p. 159.
17. ↑  Barnes, 1964, p. 269.
18. 1 2 3  Barnes, 1964, p. 270.
19. 1 2 3  Mackay, 1988, p. 20.
20. 1 2 3  Mackay, 1988, p. 21.
21. 1 2 3 4  Oughton, 1971, p. 180.
22. 1 2 3 4 5 6  Mackay, 1988, p. 17.
23. ↑  Mackay, 1988, p. 38.
24. ↑  Mackay, 1988, p. 39.
25. ↑  Barnes, 1964, p. 276.
26. ↑  Barnes, 1964, p. 277.
27. ↑  Mondey, 1996, p. 50.
28. ↑  Mackay, 1988, p. 7.
29. 1 2 3 4  Mackay, 1988, p. 18.
30. ↑  Angelucci e Matricardi, 1979, p. 24.
31. ↑  Boroli e Boroli, 1983, p. 156.
32. ↑  Moyes, 1966, p. 16.
33. ↑  Mackay, 1988, p. 12.
34. 1 2  Mackay, 1988, p. 22.
35. ↑  Mackay, 1988, p. 43.
36. 1 2 3  Gunston, 1981, p. 81.
37. 1 2  Moyes, 1966, p. 5.
38. 1 2  Moyes, 1966, p. 6.
39. 1 2  Barnes, 1964, p. 271.
40. 1 2 3 4  Mackay, 1988, p. 24.
41. ↑  Oughton, 1971, p. 170.
42. ↑  Moyes, 1966, p. 7.
43. 1 2 3  Mackay, 1988, p. 27.
44. ↑  Mackay, 1988, p. 28.
45. 1 2 3 4 5  Mackay, 1988, p. 34.
46. 1 2 3 4 5 6  Oughton, 1971, p. 175.
47. 1 2  Mackay, 1988, p. 35.
48. 1 2  Oughton, 1971, p. 173.
49. 1 2 3 4 5  Barnes, 1964, p. 268.
50. 1 2 3 4 5 6 7  Moyes, 1966, p. 11.
51. 1 2  Moyes, 1966, p. 14.
52. 1 2 3  Barnes, 1964, p. 280.
53. 1 2  Barnes, 1964, p. 274.
54. 1 2 3  Moyes, 1966, p. 12.
55. ↑  Mackay, 1988, p. 48.
56. ↑  RAAF Bristol Blenheim Mk.I, IV & V, in ADF Serials.
57. ↑  RNZAF Bristol Blenheim Mk.I & Mk.IV, in NZDF Serials.
58. ↑   Bristol Blenheim MK. IV catturato a Pantelleria, su CMPR.it - Club Modellismo Plastico Ravenna, http://www.cmpr.it/home.htm, 7 maggio 2014. URL consultato il 21 agosto 2016.

### Pubblicazioni
- (EN) James Goulding, Bristol Blenheim, in Camouflage & Markings, n. 7, Londra, Ducimus Books Ltd., 1973, ISBN non esistente.
- William Green, Bristol Blenheim, in Dimensione Cielo - Aerei stranieri nella 2ª Guerra Mondiale, Caccia - Gran Bretagna, n. 21, Roma, Edizioni dell'Ateneo & Bizzarri, 1972, ISBN non esistente.
- (EN) Ron Mackay, Bristol Blenheim, in Aircraft In Action, Aircraft Number 88, Carrollton, TX, USA, Squadron/Signal Publication Inc., giugno 1988, ISBN 978-0-89747-209-8.
- (EN) Philip J.R. Moyes, The Bristol Blenheim I, in Aircraft Profile, n. 93, Leatherhead, UK, Profile Publications Ltd., 1966, ISBN non esistente.
- (EN) James D. Oughton, Bristol Blenheim Mk.IV, in Aircraft Profile, n. 218, Leatherhead, UK, Profile Publications Ltd., 1971, ISBN non esistente.
- (EN) Development (foto), in Flight, Sutton, Surrey - UK, Reed Business Information Ltd., 18 giugno 1936,  p. 656. URL consultato il 6 gennaio 2015.